# Сен-Венсан-де-Кос
Сен-Венса́н-де-Кос (фр. Saint-Vincent-de-Cosse) — коммуна во Франции, находится в регионе Аквитания. Департамент — Дордонь. Входит в состав кантона Сарла-ла-Канеда. Округ коммуны — Сарла-ла-Канеда.
Код INSEE коммуны — 24510.

## География

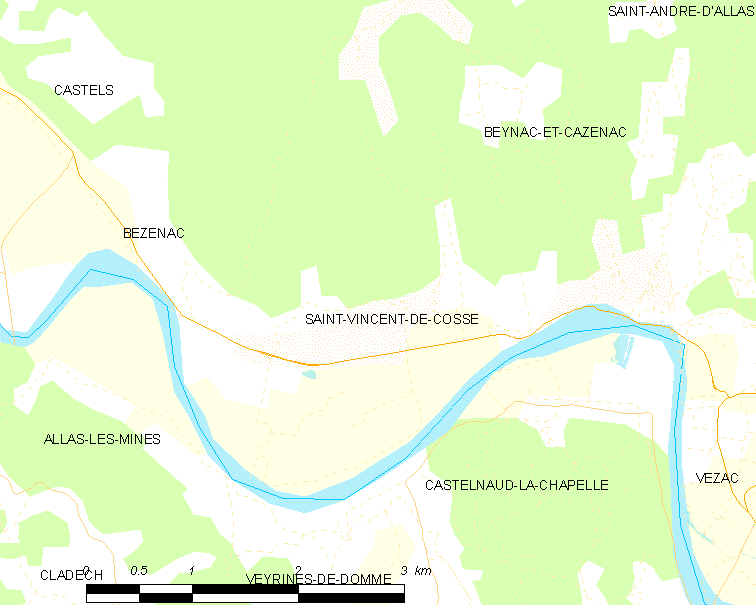
Карта коммуны

Коммуна расположена приблизительно в 460 км к югу от Парижа, в 135 км восточнее Бордо, в 50 км к юго-востоку от Перигё.
На юге коммуны протекает река Дордонь.

### Климат
Климат умеренный океанический со средним уровнем осадков, которые выпадают преимущественно зимой. Лето здесь долгое и тёплое, однако также довольно влажное, здесь не бывает регулярных периодов летней засухи. Средняя температура января — 5 °C, июля — 18 °C. Изредка вследствие стечения неблагоприятных погодных условий может наблюдаться непродолжительная засуха или случаются поздние заморозки. Климат меняется очень часто, как в течение сезона, так и год от года.

## Население
| Год  | Численность | Численность |
| ---- | ----------- | ----------- |
| 1968 | 319         | [ 8 ]       |
| 1975 | 278         | [ 8 ]       |
| 1982 | 314         | [ 8 ]       |
| 1990 | 302         | [ 8 ]       |
| 1999 | 351         | [ 8 ]       |
| 2006 | 371         | [ 8 ]       |
| 2011 | 357         | [ 8 ]       |
| 2013 | 352         |             |
| 2015 | 358         | [ 9 ]       |
| 2016 | 374         | [ 10 ]      |
| 2017 | 364         | [ 11 ]      |
| 2018 | 363         | [ 12 ]      |
| 2019 | 361         | [ 13 ]      |
| 2020 | 369         | [ 14 ]      |
| 2021 | 376         | [ 15 ]      |
| 2022 | 384         | [ 3 ]       |

## Администрация
| Период | Период | Фамилия         | Партия                    | Примечания |
| ------ | ------ | --------------- | ------------------------- | ---------- |
| 2001   | 2020   | Жан-Мари Шомель | Союз за народное движение |            |

## Экономика
В 2010 году среди 217 человек трудоспособного возраста (15-64 лет) 161 были экономически активными, 56 — неактивными (показатель активности — 74,2 %, в 1999 году было 72,2 %). Из 161 активных жителей работали 144 человека (72 мужчины и 72 женщины), безработных было 17 (10 мужчин и 7 женщин). Среди 56 неактивных 10 человек были учениками или студентами, 28 — пенсионерами, 18 были неактивными по другим причинам.

## Достопримечательности
- Церковь Св. Винсента (XII век). Исторический памятник с 2013 года[17]
- Замок Панассу (XV век). Исторический памятник с 1948 года[18]

## Фотогалерея

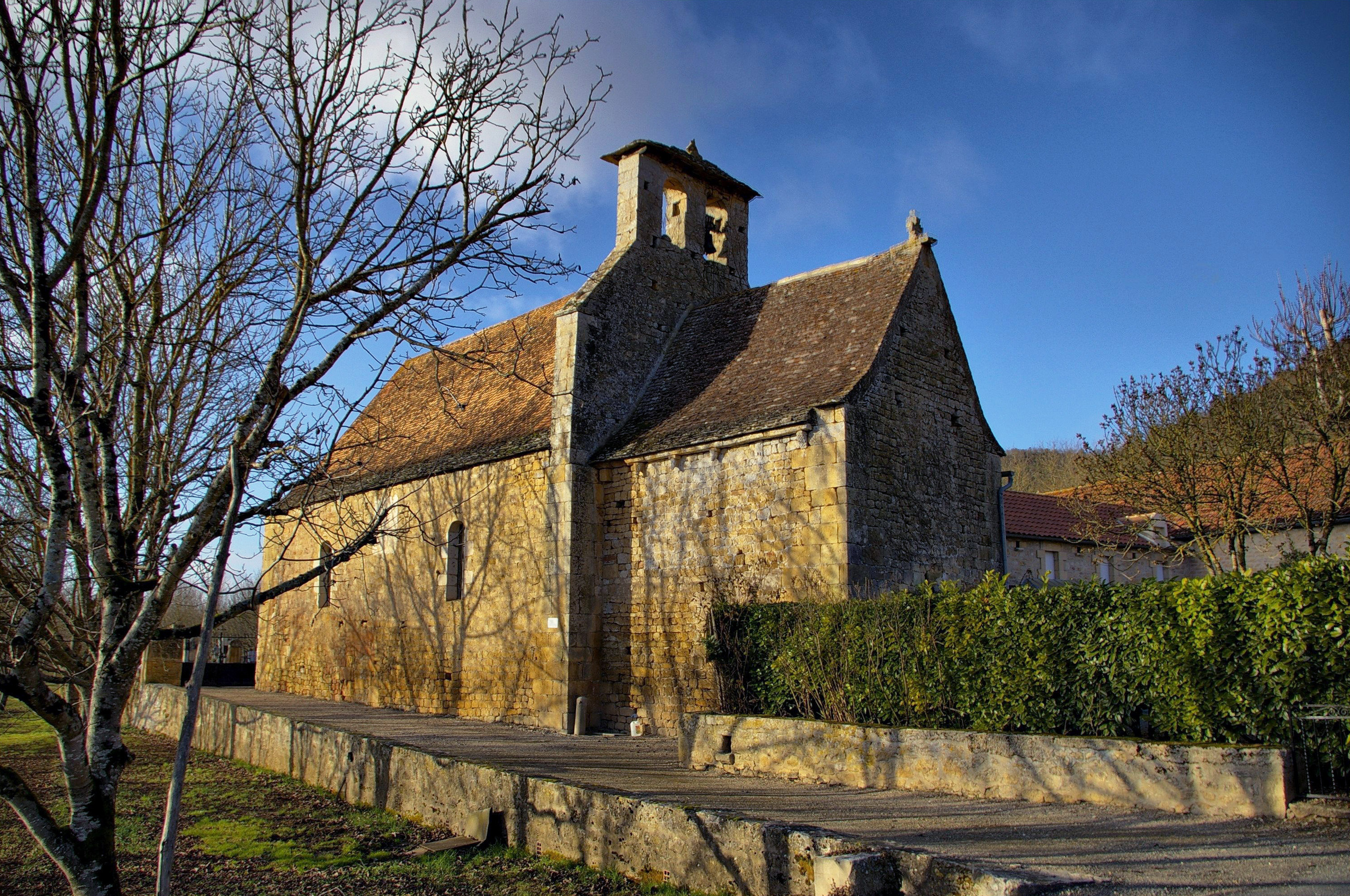
Церковь Св. Винсента
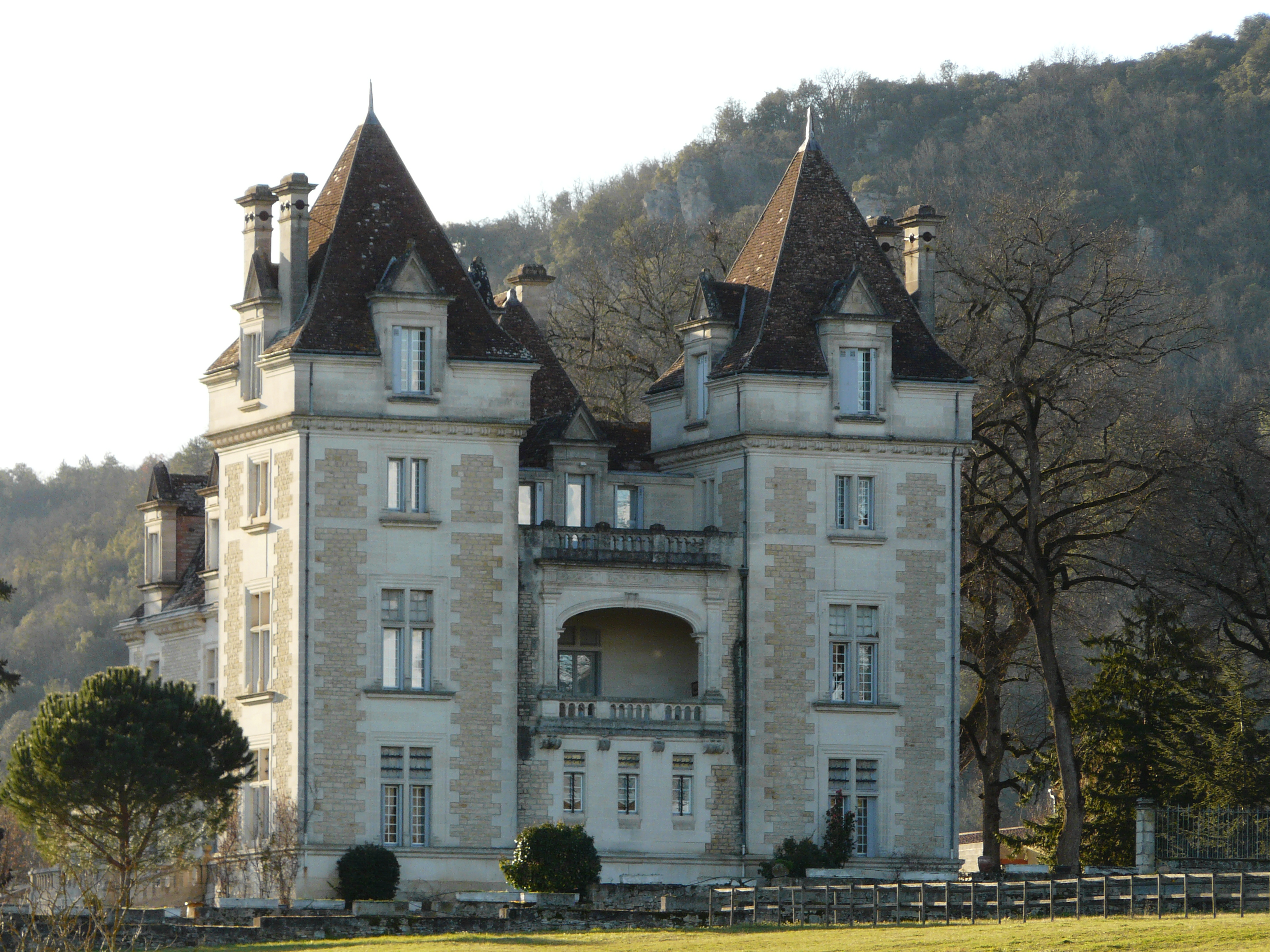
Замок Монрекур
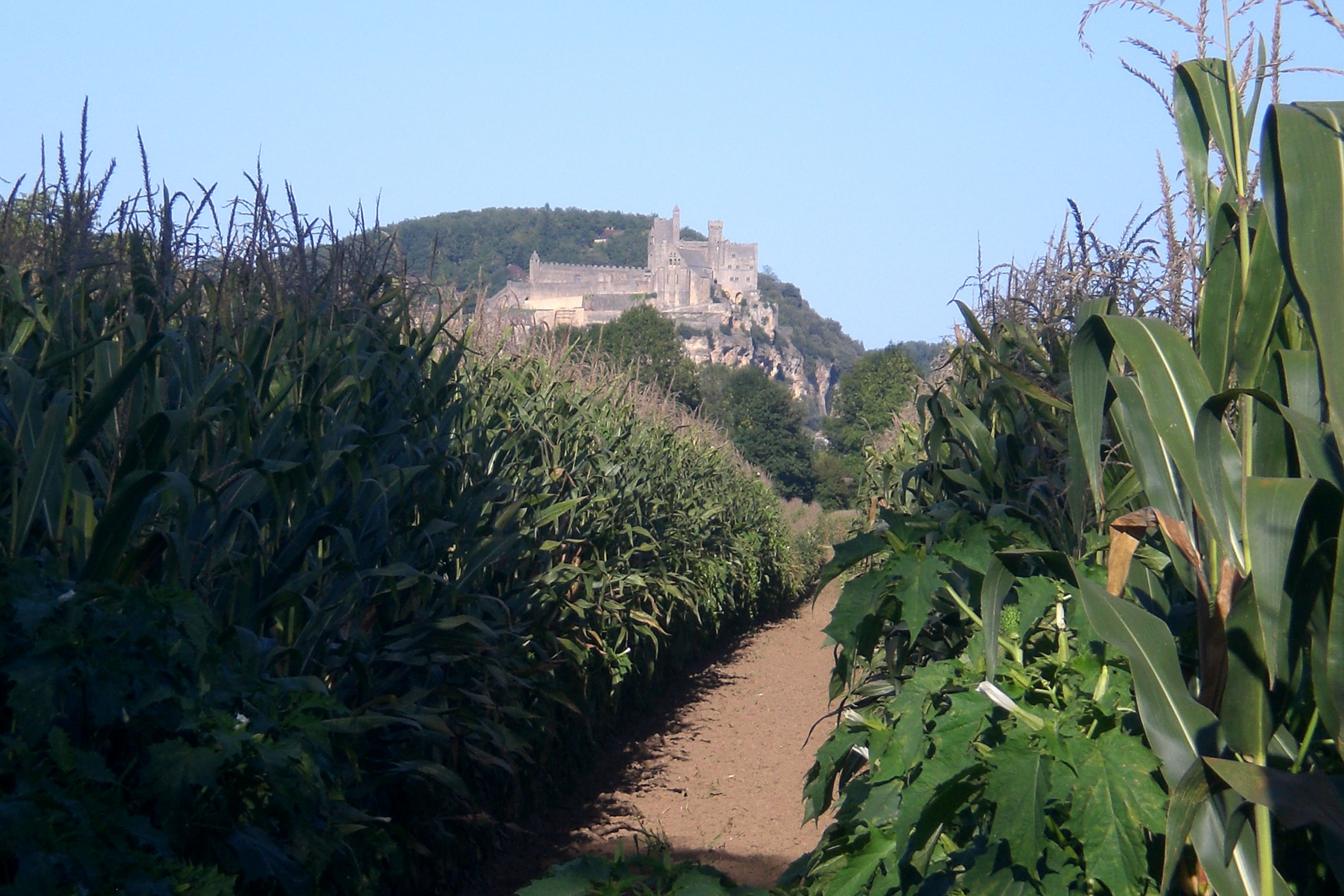
Замок Бенак
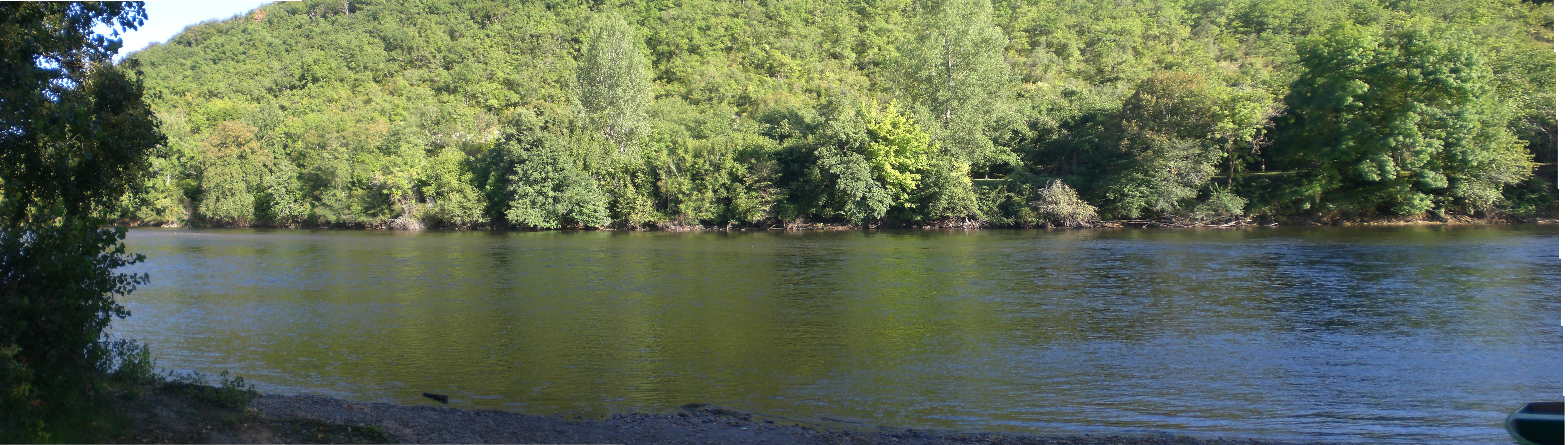
Река Дордонь